# 马克耶夫卡
马基伊夫卡（羅馬化：Makiyivka，發音：[mɐˈkijiu̯kɐ] ⓘ），又按俄语名译为马克耶夫卡（羅馬化：Makeyevka，發音：[mɐˈkʲe(j)ɪfkə]），是乌克兰顿涅茨克州顿涅茨克区马克耶夫卡市镇内的城市及该市鎮的行政中心，该市距州首府頓涅茨克15公里，始建於1690年，面積426平方公里，海拔高度214米，2022年人口数量为338,968人。2014年该市被頓巴斯親俄武裝占领后一直由俄羅斯傀儡政權「顿涅茨克人民共和国」实际控制，2022年被俄羅斯連同烏克蘭四州吞併，現馬基伊夫卡事实上为俄罗斯頓涅茨克人民共和國的直辖市。

## 历史
2011年1月20日，该市的购物中心和煤矿企业办公楼外分别发生了爆炸，但没有造成人员伤亡。时任烏克蘭內政部副部长瓦西里·法林尼克称，在一处爆炸现场附近建筑物内的墙上，发现了身份不明人士留下的信封，写信封内装有写着威胁信息的纸条。纸条上要求支付至少560万美元，如果不按时付款，就将在当地时间1月20日下午5时在至少5处地点实施爆炸。但纸条内容中并未提及这些人的身份和他们勒索钱财的理由。市内数栋建筑因遭到涉及勒索钱财的爆炸威胁而紧急疏散，警方亦封锁了涉及的区域。据传，在一处超市发生了第三起爆炸，但该市市长否认了这一传言。
2016年1月18日，该市一处煤矿发生坍塌事故，造成一名见习矿工受伤。

### 俄烏戰爭
2022年12月31日至2023年1月1日夜间，位于该市的俄军临时部署点遭到烏克蘭武裝部隊打击。1月2日，俄羅斯國防部发言人伊戈尔·科纳申科夫表示，乌军使用M142高机动性多管火箭系统向该市的俄军临时部署点发射了6枚火箭弹，俄防空系统拦截其中2枚火箭弹，4枚带有高爆弹头的火箭弹击中了俄军临时部署点，造成俄军63人死亡。同日，乌军证实对该市的俄军进行了打击，但袭击所导致的俄军死亡人数要比俄方公布的更高，约有400人。1月4日，俄罗斯国防部在其网站发布消息称，俄军死亡人数已上升至89人。俄国防部还说，俄军遭袭的主要原因是有关人员违反禁令，在敌方武器打击范围内大量使用手机，被乌军追踪并确定俄军方位。

## 人口
根据2001年的乌克兰人口普查，全市人口達389,589人。其中178,475人（46％）是男性，211,114人（54％）是女性。

## 经济
该市是乌克兰重要的钢铁工业和煤矿开采中心，拥有机械和焦化厂。该市与顿涅茨克市处在同一个都会圈里。

## 当地名人
- 帕夫洛·基里連科：乌克兰政治人物，曾任顿涅茨克州州长。
- 丹尼斯·普希林：现任顿涅茨克人民共和国元首，曾兼任顿涅茨克人民共和国总理。
- 葉夫根·謝列茲尼奧夫：乌克兰足球运动员。在场上司职前锋。
- 弗拉德连·塔塔尔斯基：已故俄罗斯军事博客主。

## 图集

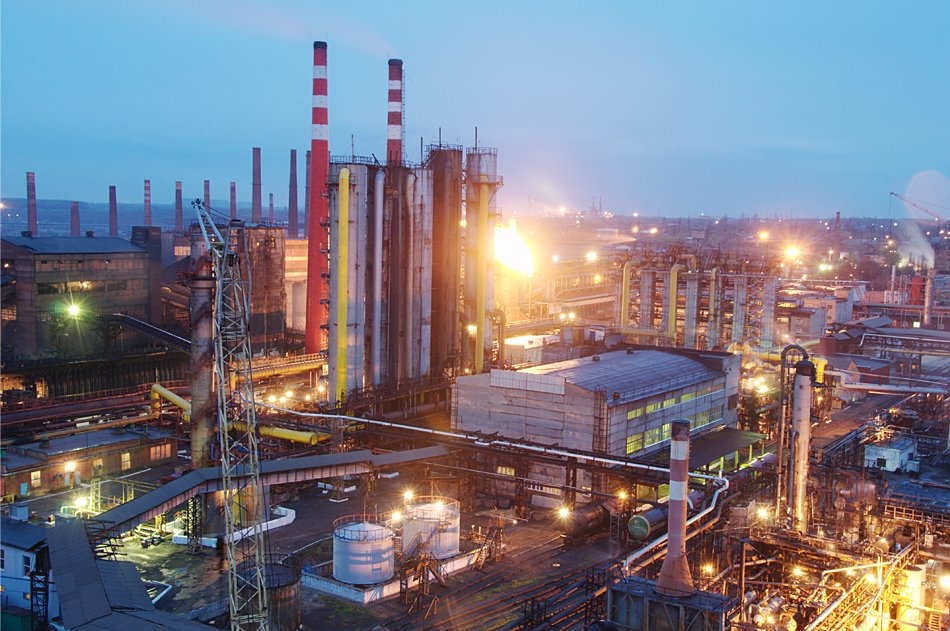
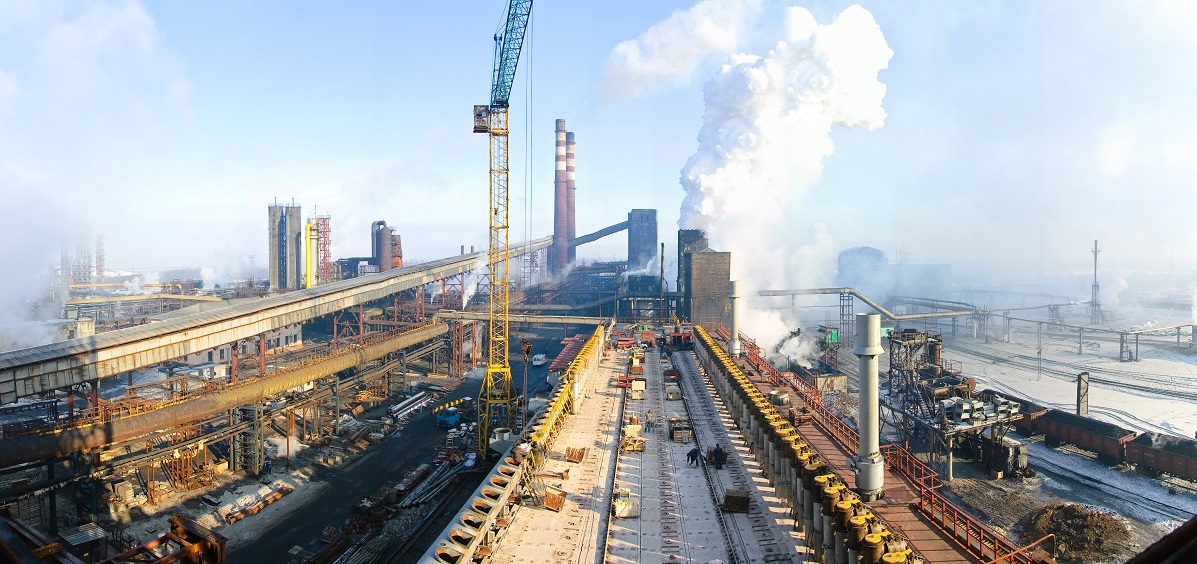
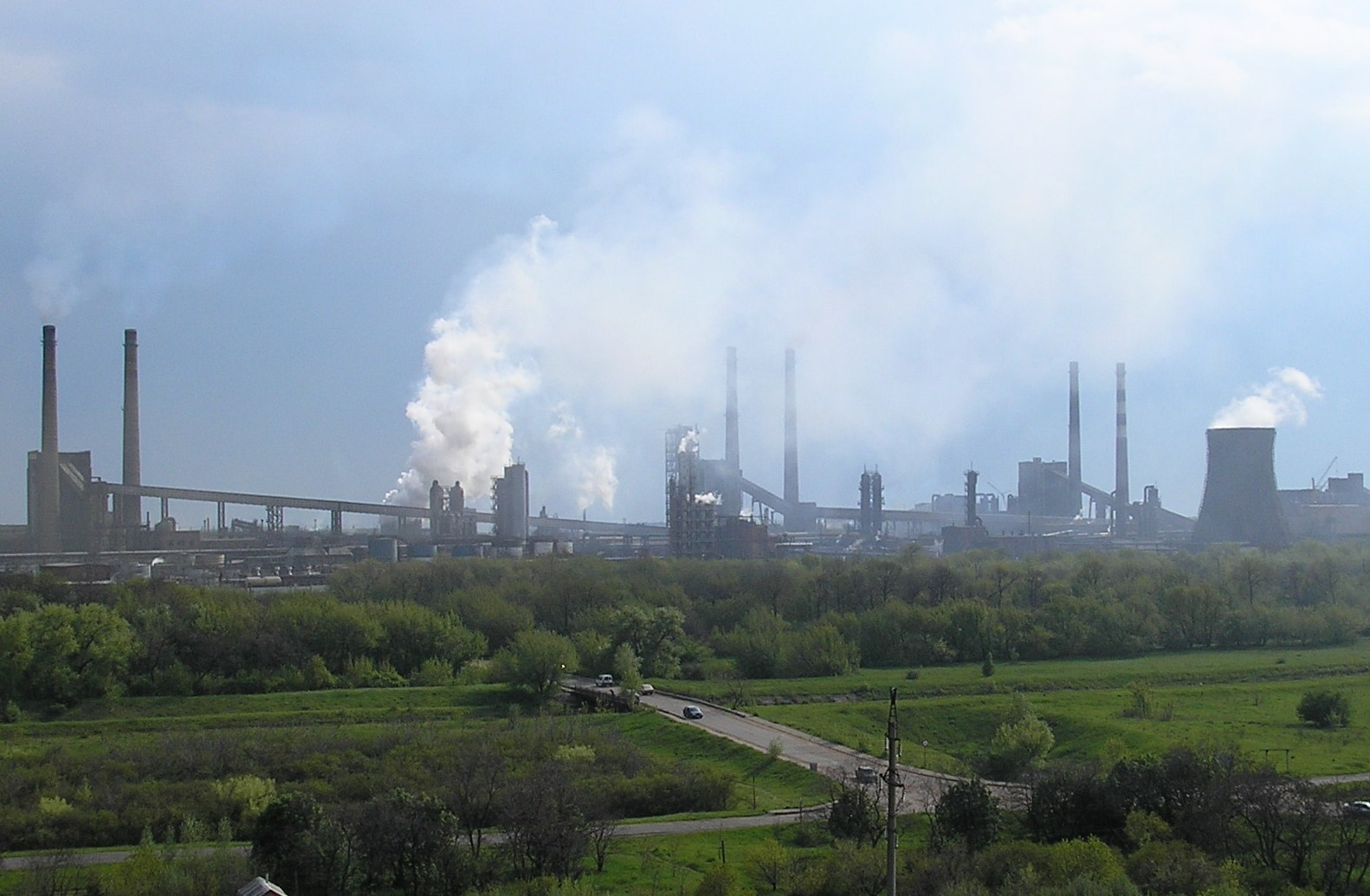
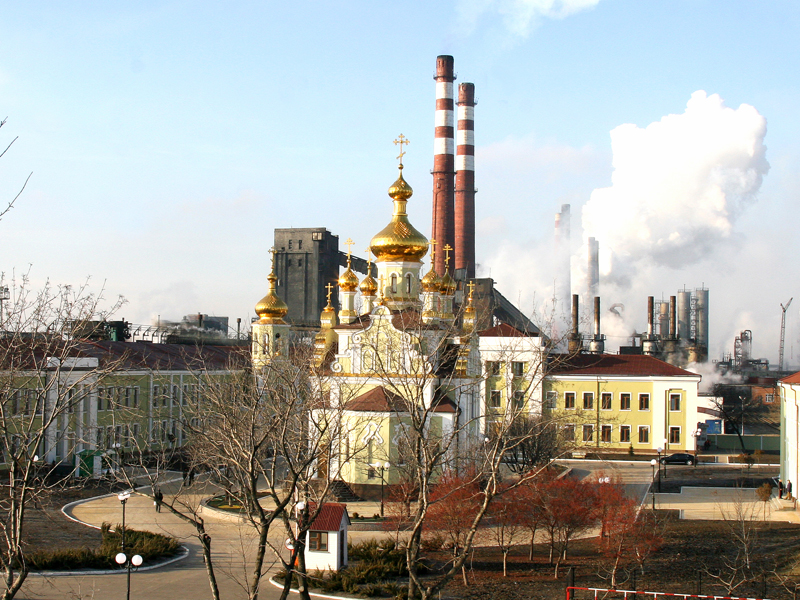
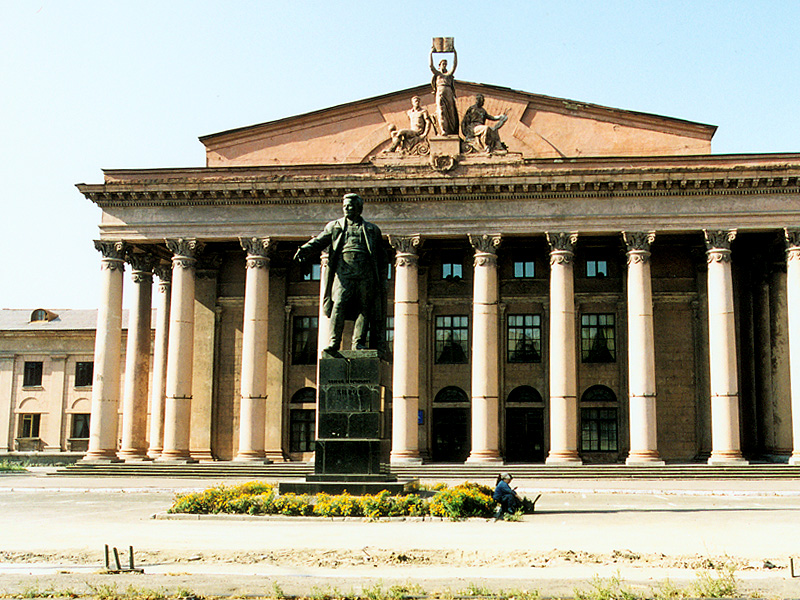
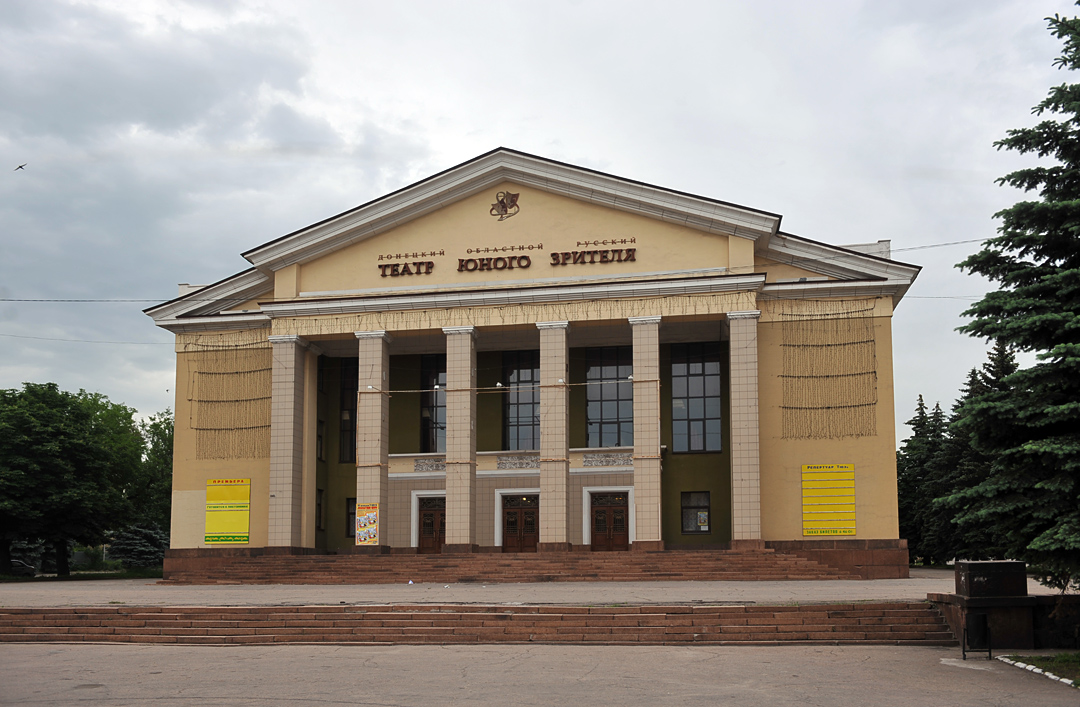
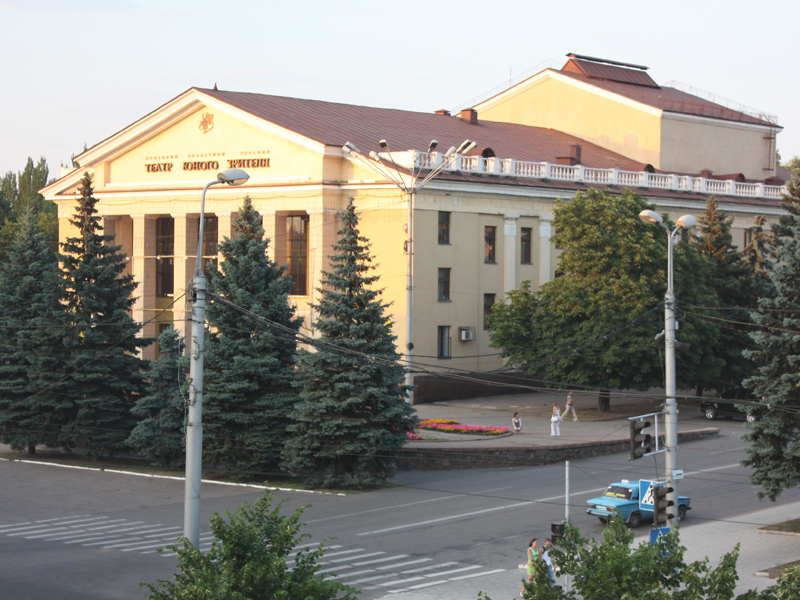
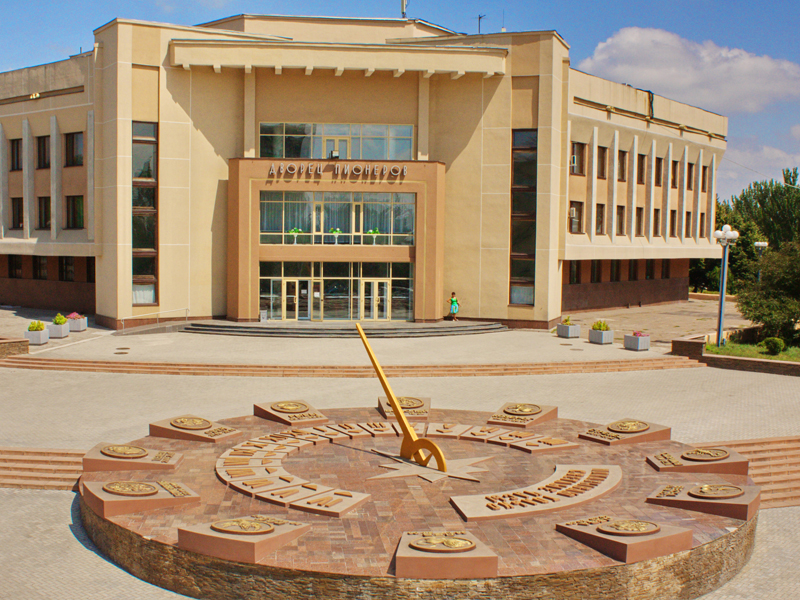
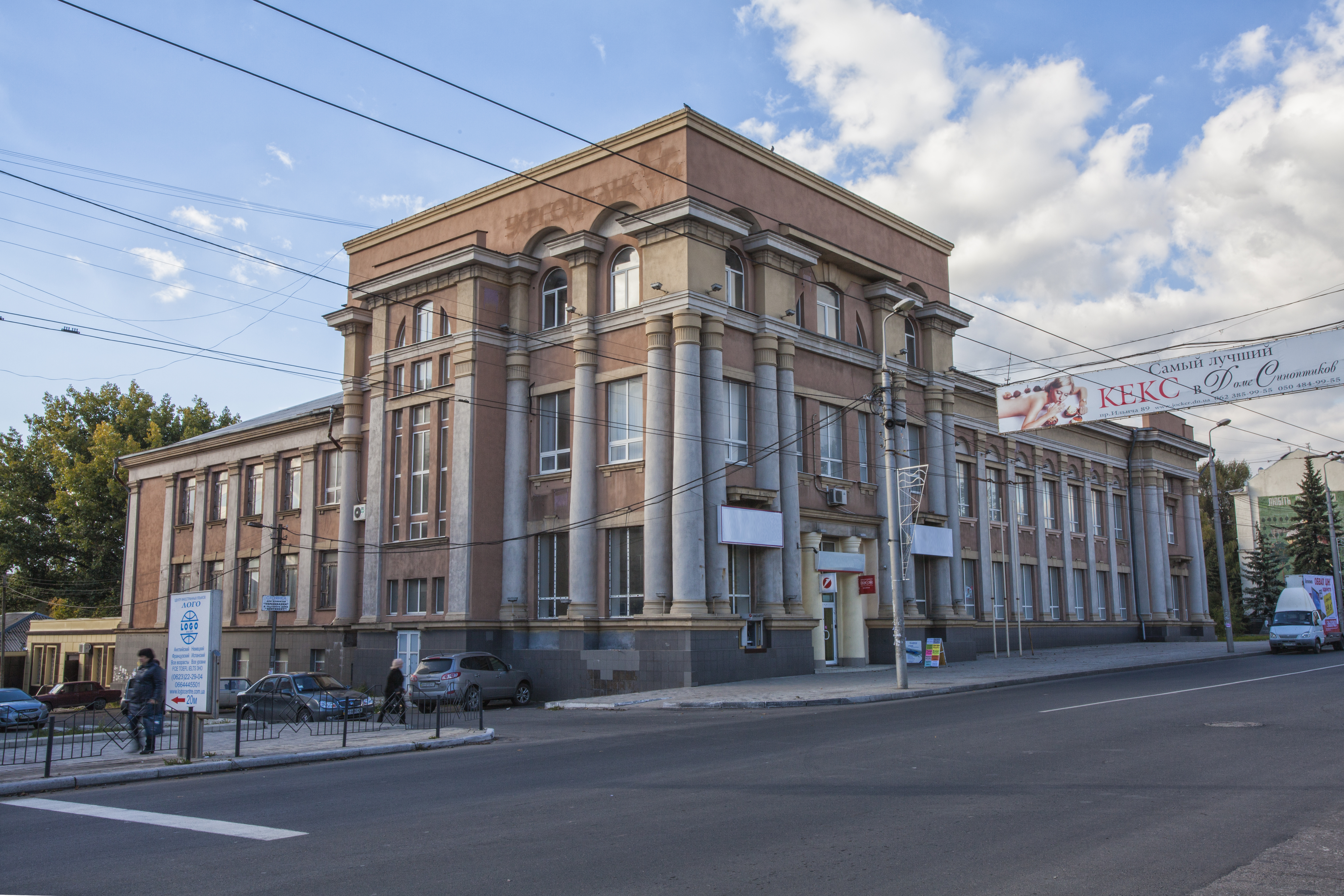
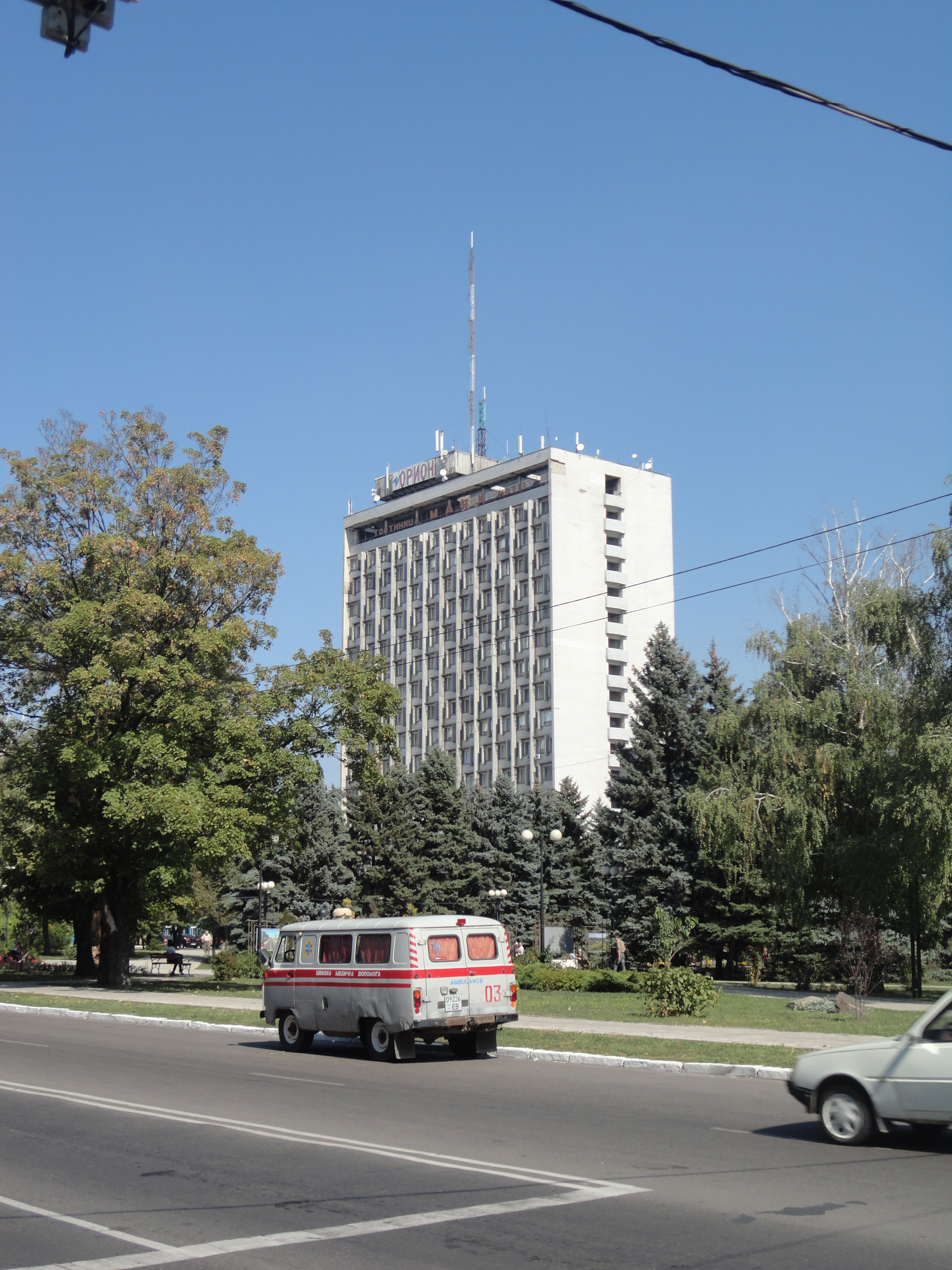
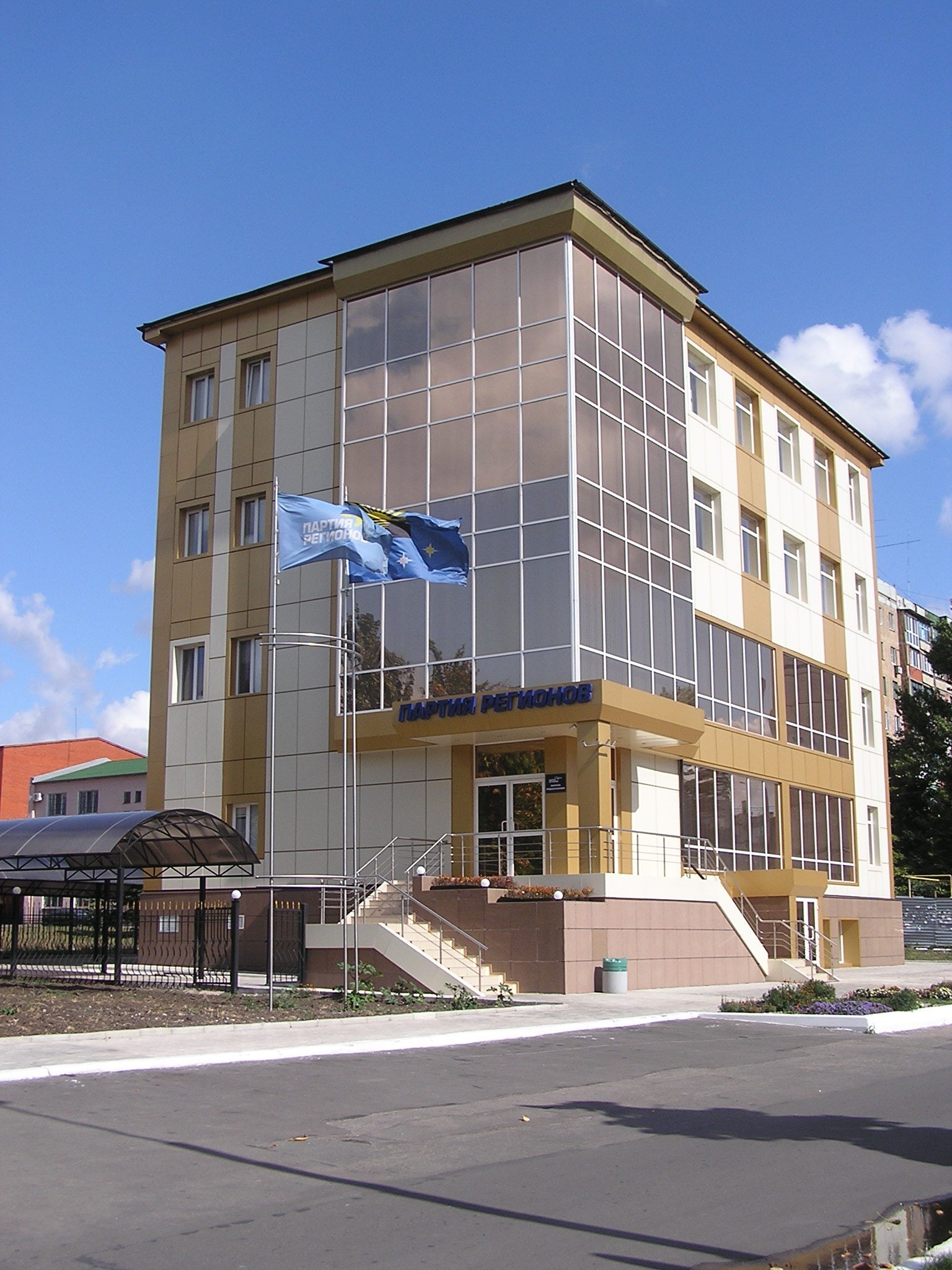
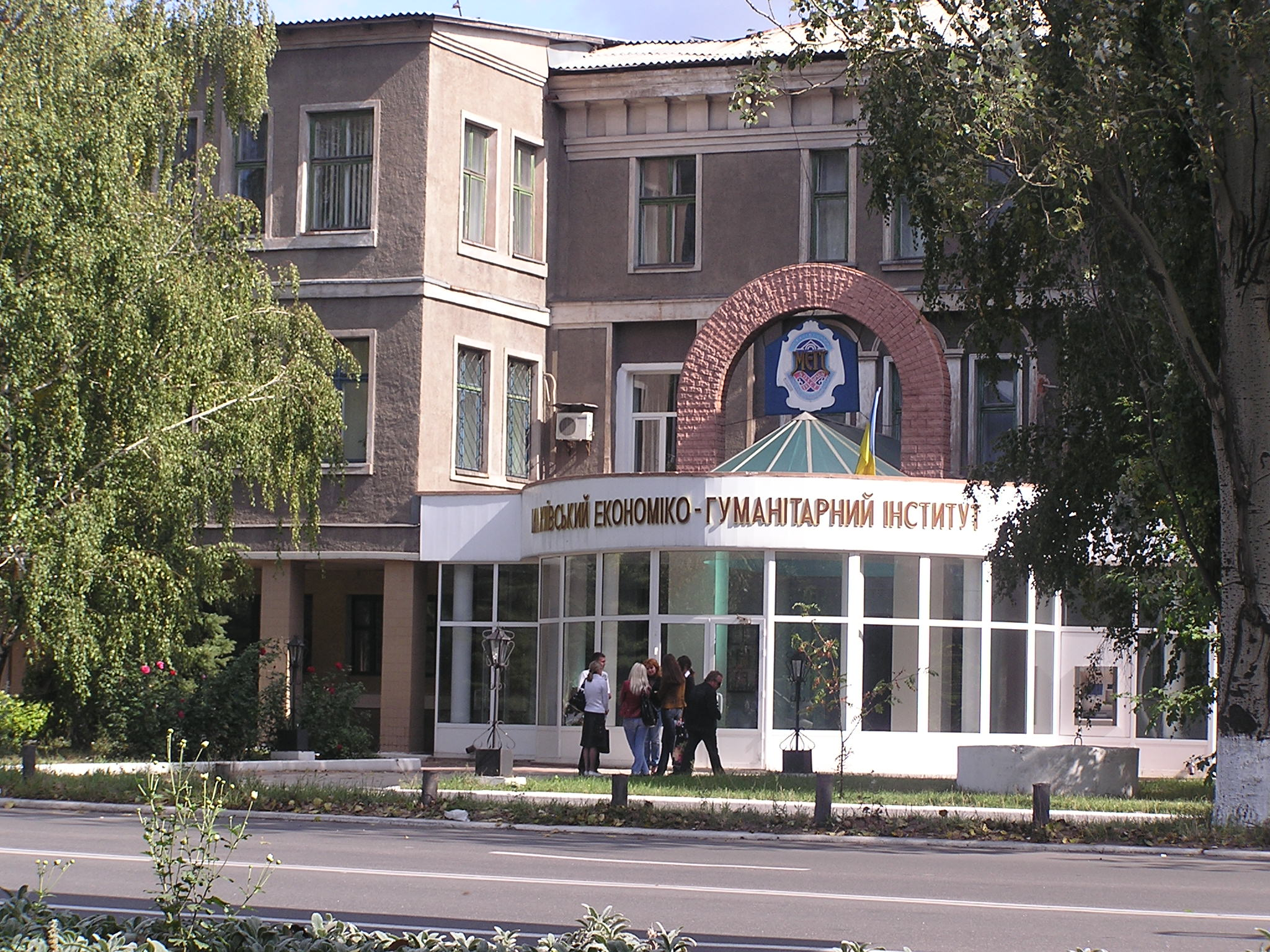
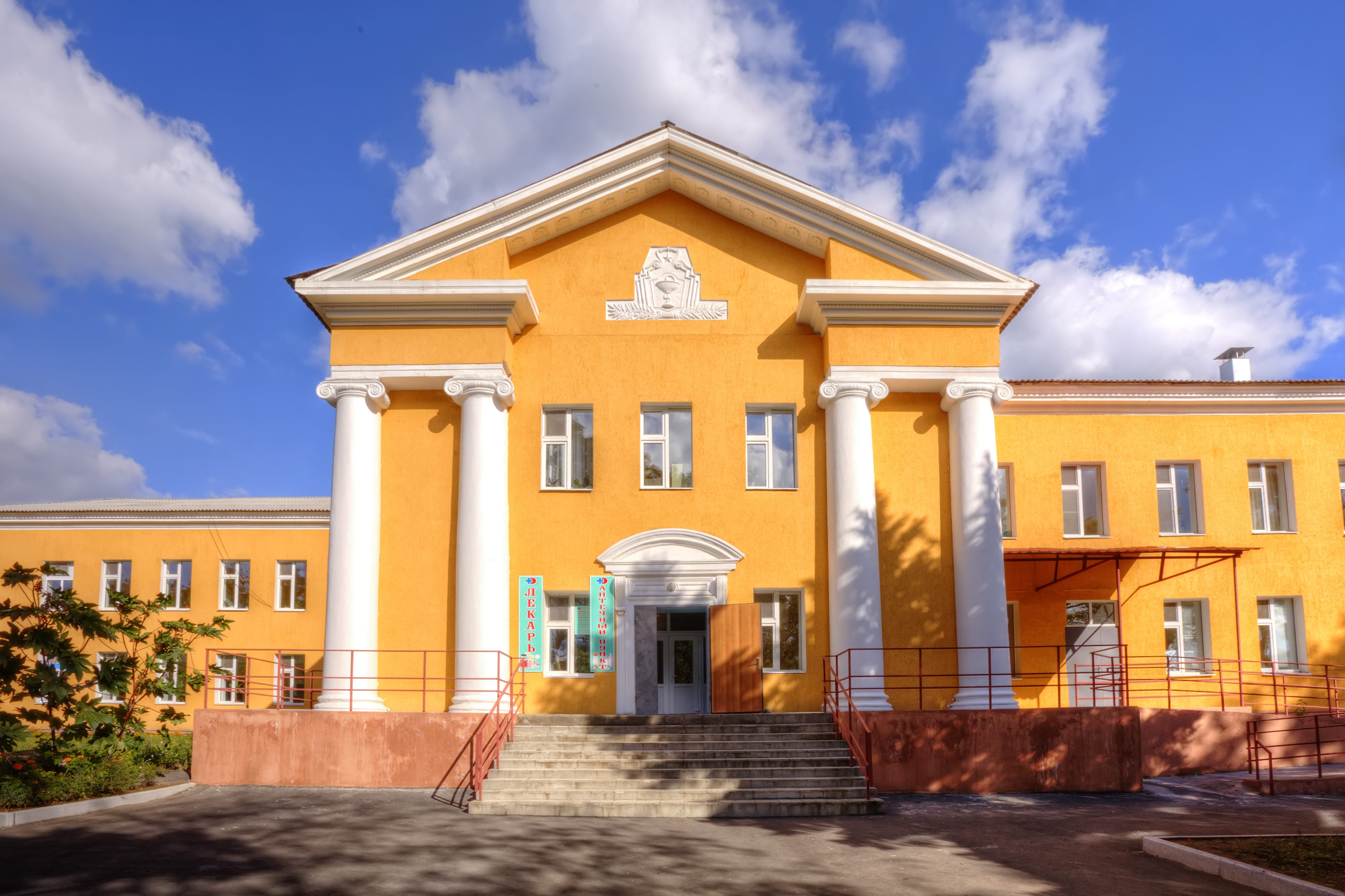
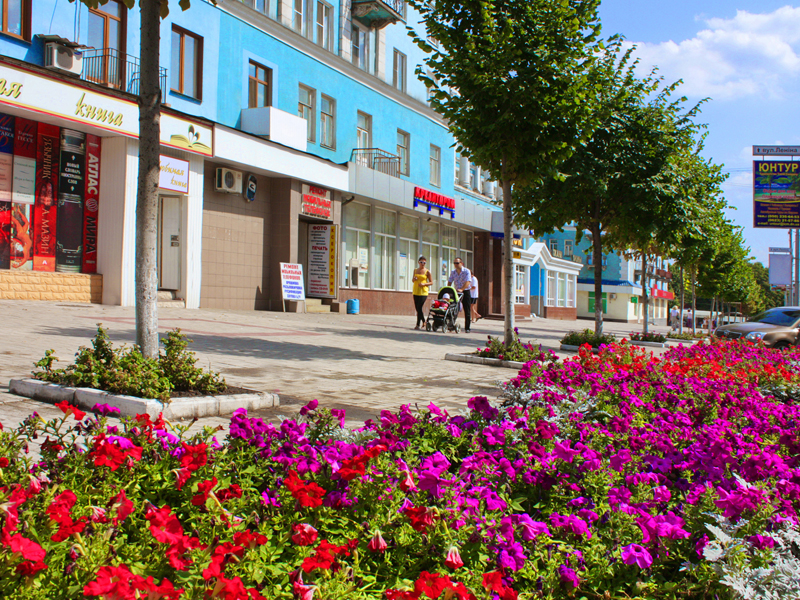
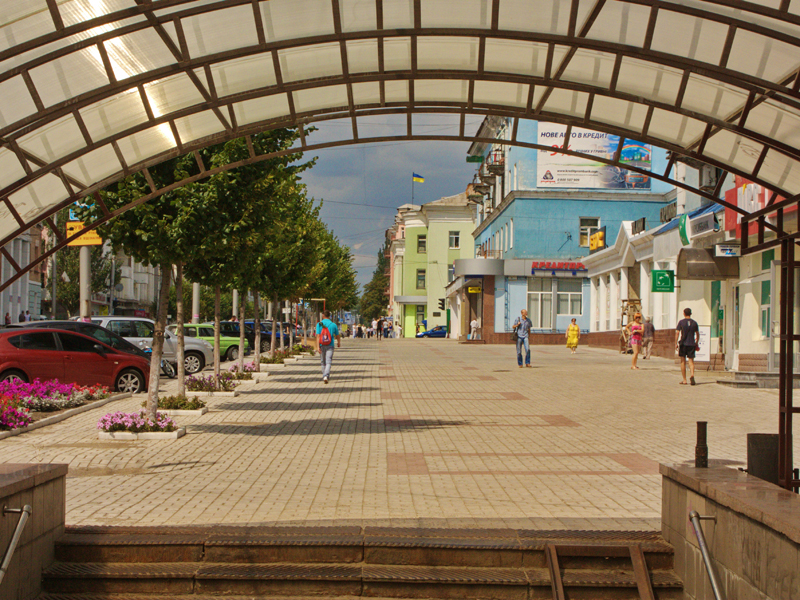
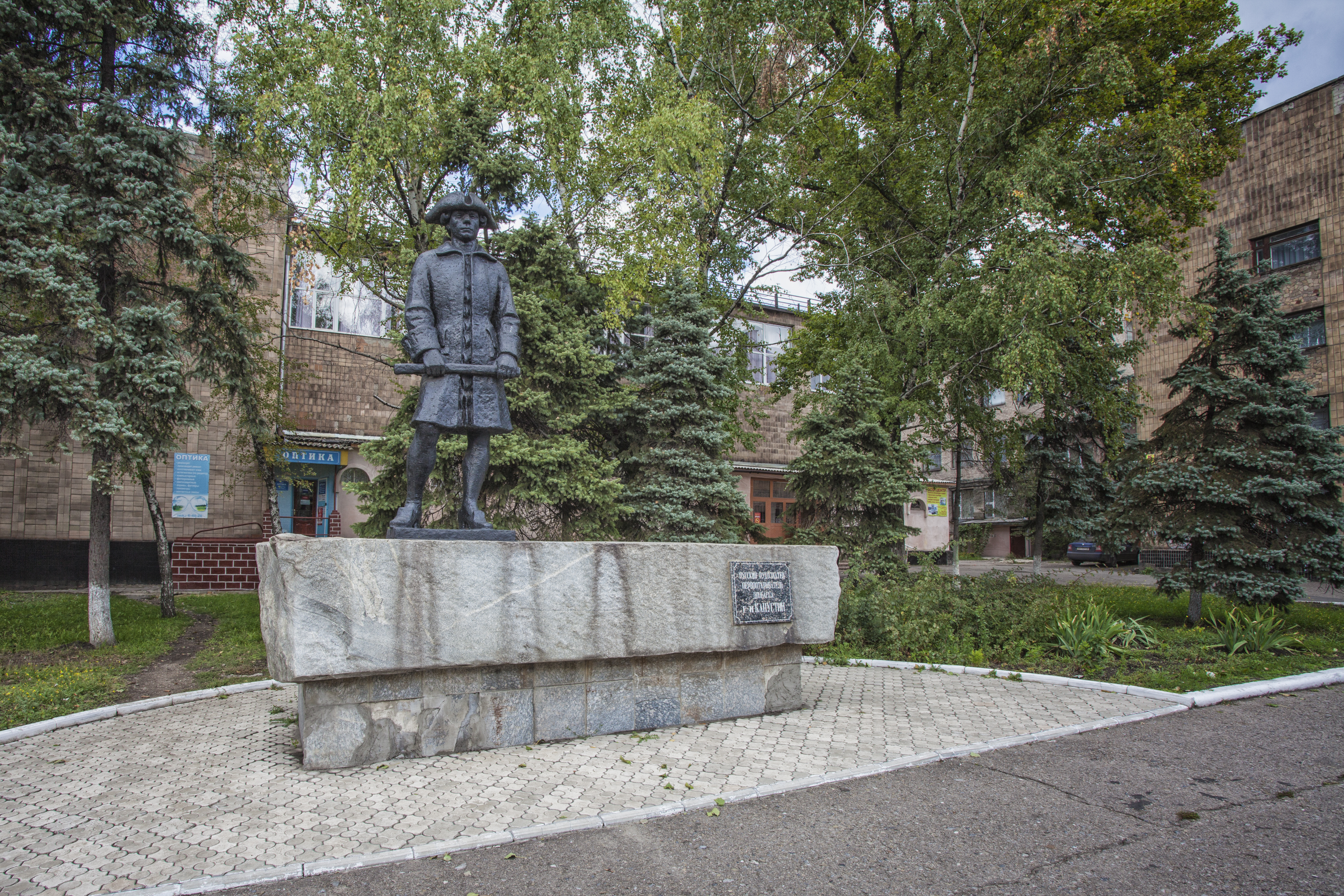
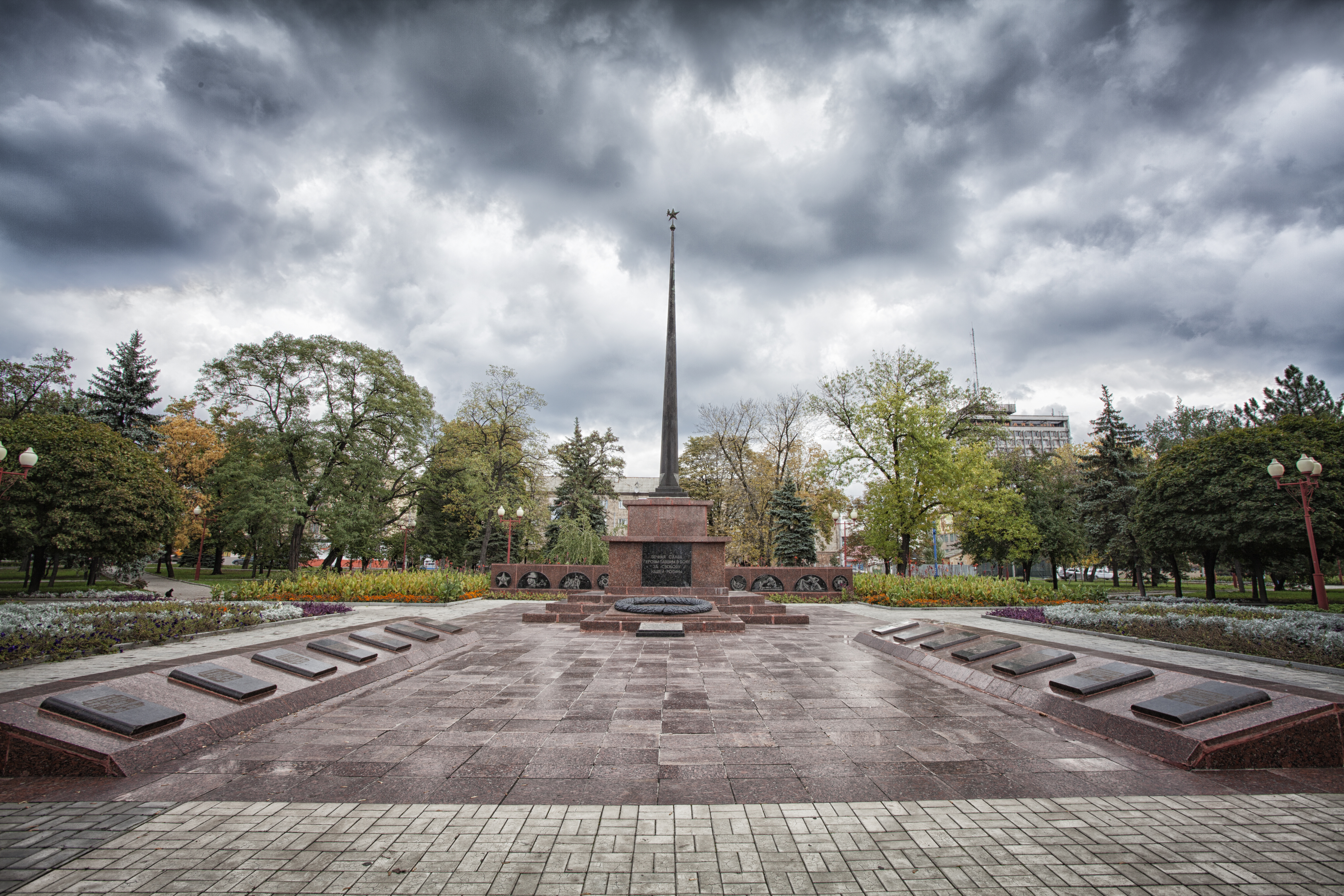
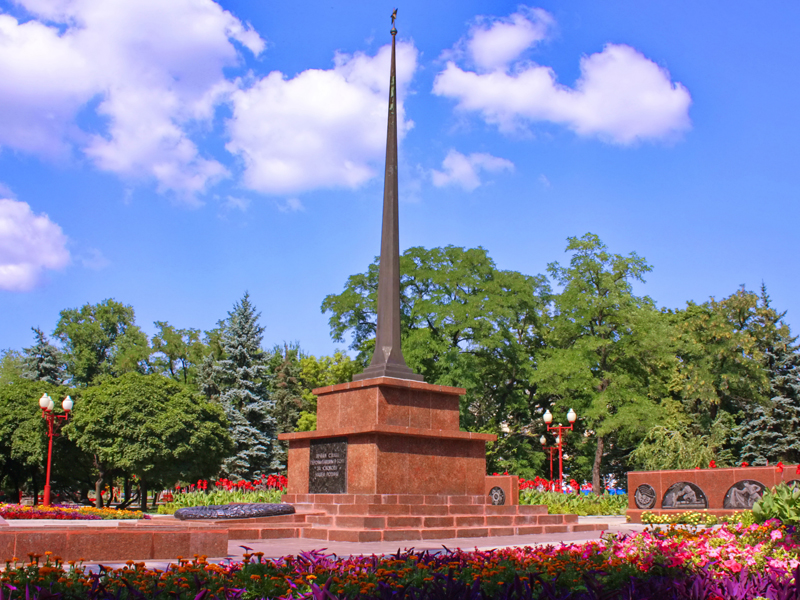